# Ischiochaetus ornatipes
Ischiochaetus ornatipes är en tvåvingeart som beskrevs av Octave Parent 1933. Ischiochaetus ornatipes ingår i släktet Ischiochaetus och familjen styltflugor. Inga underarter finns listade i Catalogue of Life.